# 1800er
Portal Geschichte | Portal Biografien | Aktuelle Ereignisse | Jahreskalender | Tagesartikel

◄ |
18. Jh. |
19. Jahrhundert
| 20. Jh. | ►

◄ |
1770er |
1780er |
1790er |
1800er
| 1810er | 1820er | 1830er | ►

1800 |
1801 |
1802 |
1803 |
1804 |
1805 |
1806 |
1807 |
1808 |
1809

## Ereignisse
- Napoleon Bonaparte erobert Europa.
- 1805: die berühmten Schlachten von Trafalgar und Austerlitz.
- 1806: Ende des Heiligen Römischen Reiches. Kaiser Franz II. aus dem Hause Habsburg-Lothringen legt die Kaiserkrone nieder.
- 1806: Napoleon I. schlägt in der Schlacht bei Jena und Auerstedt die preußische Armee. Kapitulation des preußischen Heeres.
- 1807: Von Georg Wilhelm Friedrich Hegel erscheint die Phänomenologie des Geistes.
- Friedrich Schiller schreibt das Drama Wilhelm Tell.
- Joseph-Marie Jacquard denkt sich den Musterwebstuhl aus.

## Persönlichkeiten
- Napoleon Bonaparte, französischer General und Staatsmann
- Franz II., Kaiser in Österreich-Ungarn, letzter Kaiser des Heiligen Römischen Reiches
- Karl IV., König von Spanien
- Joseph Bonaparte, Bruder Napoleons, König in Spanien
- Ferdinand VII., König von Spanien
- Friedrich Wilhelm III., König von Preußen
- Pius VII., Papst
- Alexander I., Zar in Russland
- Georg III., König des Vereinigten Königreiches von Großbritannien und Irland
- William Pitt der Jüngere, Premierminister des Vereinigten Königreiches von Großbritannien und Irland
- William Henry Cavendish-Bentinck, 3. Duke of Portland, Premierminister des Vereinigten Königreiches von Großbritannien und Irland
- Spencer Perceval, Premierminister des Vereinigten Königreiches von Großbritannien und Irland
- Robert Jenkinson, 2. Earl of Liverpool, Premierminister des Vereinigten Königreiches von Großbritannien und Irland
- Thomas Jefferson, Präsident in den Vereinigten Staaten
- Fath Ali Schah, Schah in Persien
- Kōkaku, Kaiser von Japan
- Jiaqing, Kaiser von China

## Film- und Unterhaltungsbezug
Zahlreiche Filme, Romane und (Computer-)Spiele handeln von Napoleon und seinen Kriegen.
In neuerer Zeit erschien Master & Commander – Bis ans Ende der Welt mit Russell Crowe, welcher in der Zeit von 1805 spielt.